# 国际天球参考系
國際天球參考系 （International Celestial Reference System ，ICRS）是國際天文學聯合會（IAU）目前採用的天球參考系統標準。它的原點是太陽系的質心，軸的指向在太空中是"固定的"。ICRS的內容大致與赤道座標系統協調一致：ICRS J2000.0的平均極點在12h的方向是17.3±0.2 mas，在18 h的方向是5.1±0.2 mas；在ICRS J2000.0的平均分點從ICRS赤經原點移動了78±10 mas（方向是大約環繞著極軸）。
國際天球參考系的外星系定義是參考國際天球參考架（目前是ICRF3），基於數以百計分布在整個天空的系外星系電波源，主要是類星體。因為這些電波源的距離都非常遙遠，以我們目前的技術可以視為是固定不動的；它們的位置是通過特長基線干涉測量法（VLBI）以最高的精確度測量得到的，大多數的位置都精確至0.001角秒或更好。在光學波段上，國際天球參考系目前是使用伊巴谷參考架（HCRT，Hipparcos Celestial Reference Frame），這個基準是依巴谷星表中大約100,000顆恆星的子集團。參考蓋亞任務釋放的資料（蓋亞-CRF2）進行更精確的光學實現；蓋亞太空船正在準備測量大約500,000個相信是類星體的系外天體位置。

## 進階讀物
- Kovalevsky, Jean; Mueller, Ivan Istvan; Kołaczek, Barbara (1989) Reference Frames in Astronomy and Geophysics, Astrophysics and Space Science Library, Volume 154 Kluwer Academic Publishers ISBN 9780792301820

## 外部連結
- Description（页面存档备份，存于） from US Naval Observatory
- Overview of ICRS and ICRF（页面存档备份，存于）
- IERS Conventions 2003（页面存档备份，存于） (defines ICRS and other related standards)
- General information（页面存档备份，存于） on the ICRS from IERS
- ICRS Product Center（页面存档备份，存于）